# 1,4-Бензохінон
1,4-Бензохінон (п-бензохінон) — органічна сполука з класу хінонів, має хімічну формулу O=C6H4=O. Є жовтою кристалічною речовиною, яка сублімується при нагріванні.

## Фізичні властивості
Блідно-жовті кристали. Запах їдкий, схожий на запах хлору. Розчинний у спирті та етері, погано розчинний у воді. При нагріванні сублімується.

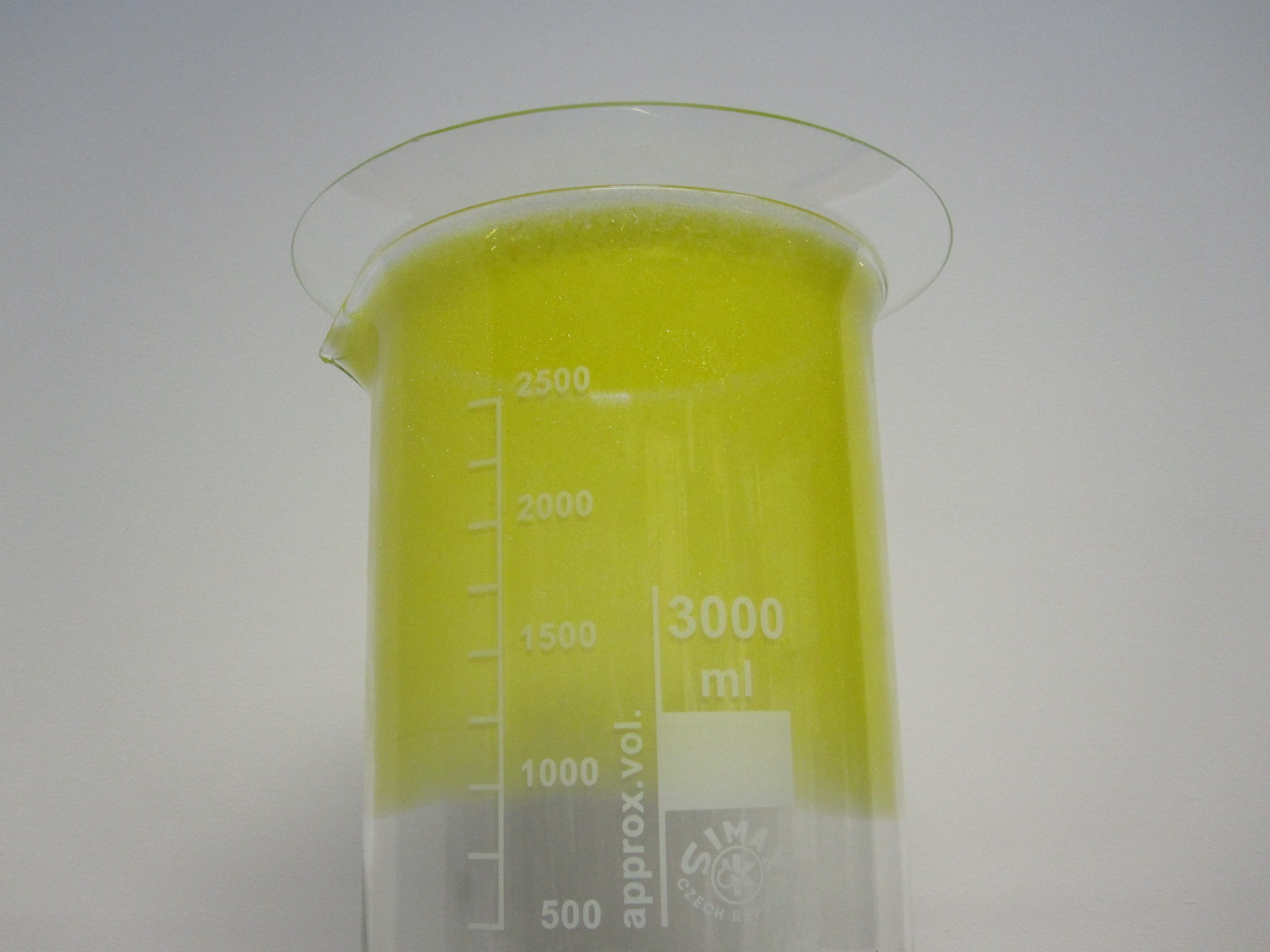
Сублімація бензохінону

## Отримання
Найперший метод отримання — окиснення природної хінної кислоти:
Пара-бензохінон також утворюється при окисненні гідрохінону:
Ще один метод отримання — окиснення аніліну або п-діамінобензену:
{\displaystyle {\ce {C6H5-NH2->[+O] C6H5-NHOH->HO-C6H4-NH2->[+O][-H_2O]O=C6H4=NH ->[+H_2O][-NH_3]O=C6H4=O}}}
{\displaystyle {\ce {NH2-C6H4-NH2 ->[+O][-H_2O]NH=C6H4=NH->[+2H_2O][-2NH_3]O=C6H4=O}}}

## Хімічні властивості

### Відновлення
Бензохінон є окисником. Може відновлюватися до гідрохінону, а при взаємодії з останнім утворює хінгідрон — комплекс бензохінону та гідрохінону з переносом заряду:

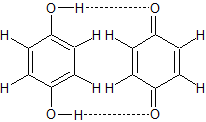
Хінгідрон

Спочатку приєднуються електрони з утворенням аніон-радикалу, який пізніше відновлюється до діаніону. В кінці діаніон приєднує протони:

{\displaystyle {\ce {O=C6H4=O <=>[+e^-] {.}O-C6H4-O- <=>[+e^-]O- -C6H4-O- <=>[+2H^+]HO-C6H4-OH}}}

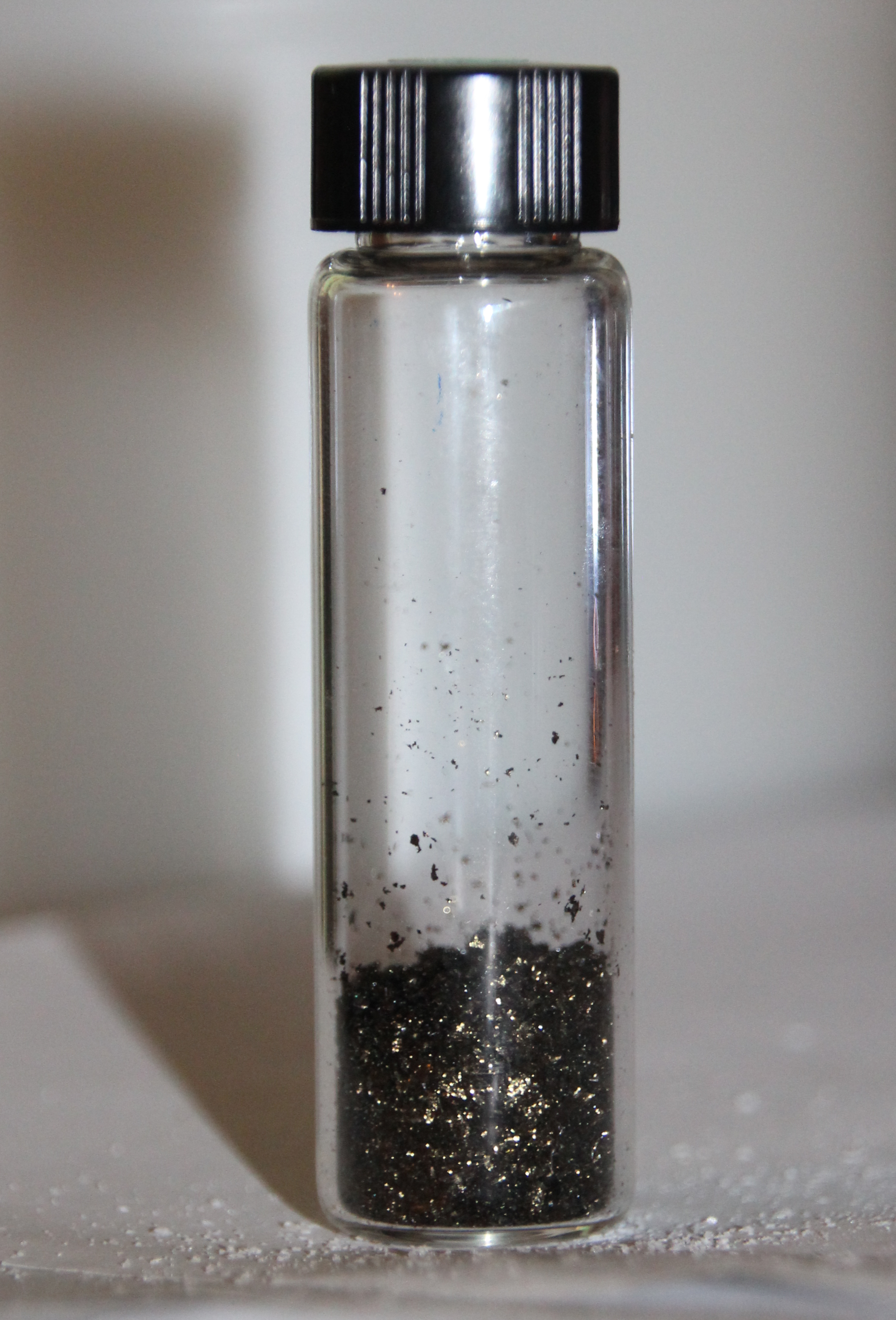
Хінгідрон

Ця реакція є оборотною, оскільки гідрохінон є сильним відновником.

### Нуклеофільне приєднання
При нуклеофільному приєднанні також утворюється ароматична структура. Продукти цих реакцій — похідні гідрохінону:

### Реакції кетонів
Може давати похідні кетонів при взаємодії з відповідними сполуками. Наприклад, при взаємодії з гідроксиламіном утворюється оксим. Внаслідок нітрозо-оксимної таутомерії частина цього оксиму перетворюється на п-нітрозофенол:
{\displaystyle {\ce {O=C6H4=O->[+NH_2OH][-H_2O]HO-N=C6H4=O <=>O=N-C6H4-OH}}}
При більшій кількості гідроксиламіну утворюється діоксим, який, завдяки таутомерії, частково перетворюється на п-нітрозофенілгідроксиламін:
{\displaystyle {\ce {O=C6H4=O->[+2NH_2OH][-2H_2O] HO-N=C6H4=N-OH <=> HO-NH-C6H4-N=O}}}

### Дієновий синтез
Як і інші хінони, є дієнофілом. При взаємодії з бутадієном утворюється тетрагідронафтохінон, який при дегідрогенуванні дає 1,4-нафтахінон. При відновленні останнього утворюється нафтален, що і використовується для його синтезу. При більшій кількості бутадієну він приєднується і до іншого подвійного зв'язку, утворюючи октагідроантрахінон, який теж дегідрують, відновлюють і в кінці отримують антрацен: